# La Bataille de Wagram
Pour les articles homonymes, voir Bataille de Wagram.
La Bataille de Wagram est un roman historique de Gilles Lapouge publié en 1986 aux éditions Flammarion. Il a reçu le Prix des Deux Magots l'année suivante.

## Résumé
De 1797 à 1809, l'histoire d'amour contrariée entre un lieutenant du régiment autrichien des cuirassiers, transféré ensuite dans la grande armée et une duchesse, épouse du duc de Saxe, de Vienne jusqu'à la bataille de Wagram. Lapouge rend hommage à Stendhal, Giono, Dickens, le prince de Ligne et Tolstoï,.

## Distinctions
- Prix des Deux Magots
- Prix Louis-Guilloux
- Finaliste du prix Goncourt 1986

## Éditions
- La Bataille de Wagram, éditions Flammarion, 1986  (ISBN 2-08-064873-X).